# والدو روبیو
والدو روبیو (انگلیسی: Waldo Rubio؛ زادهٔ ۱۷ اوت ۱۹۹۵) بازیکن فوتبال اهل اسپانیا است.
از باشگاه‌هایی که در آن بازی کرده‌است می‌توان به باشگاه فوتبال رکریتیوو اوئلوا اشاره کرد.